# ساكن الحرج البني الفاتح
ساكن الحرج النب الفاتح (الاسم العلمي: Bebearia zonara)، نوع من الفراشات التي تتبع جنس ساكن الحرج وفصيلة الحورائيات. يوجد في سيراليون وليبيريا وساحل العاج وغانا ونيجيريا والكاميرون وبيوكو والغابونوجمهورية الكونغو وجمهورية أفريقيا الوسطى وجمهورية الكونغو الديمقراطية وأوغندا 